# Rizz (俚語)

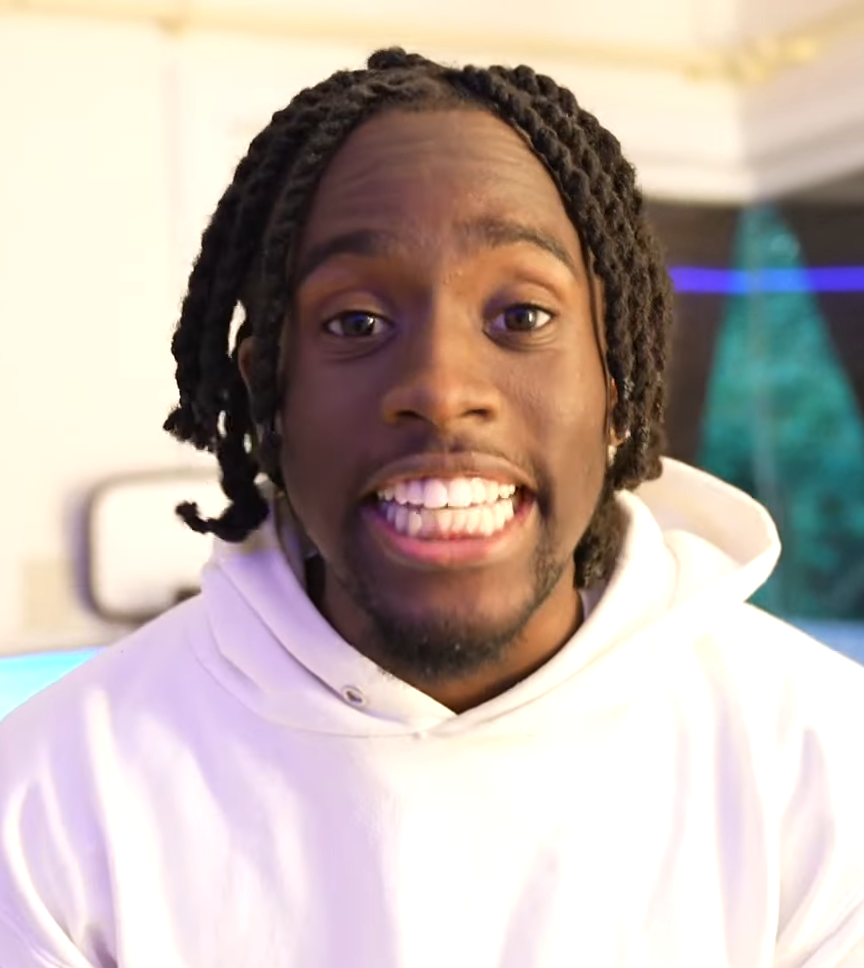
普及Rizz一詞的凱·塞納特

Rizz（i/ˈrɪz/）這互联网用语在英語中為「Charisma」（魅力非凡）的縮寫，有著「型格、魅力超然與令人著迷」的意思。儘管在口語中已有使用紀錄，但該詞直到2021年中期才走出非裔美國人社群的框架，而這都要歸功於美國YouTuber兼Twitch實況主凱·塞納特的廣泛推廣。Rizz憑此在社交媒體應用程式TikTok上爆紅，並在2023年獲牛津大學出版社選為年度單字。

## 字義
Rizz通常情況下為口語化名詞，意指某人極具氣質；用作動詞使用時則指利用魅力去吸引別人，或與異性搭訕，如「Rizz up」一個人。該俚語據信由「Charisma」簡化至剩中間音節而成，牛津大學出版社認為這一構詞形式「非比尋常」，但也並非罕見，「Fridge」（Refrigerator，冰箱）和「Flu」（Influenza，流感）便是已知的例子。塞納特本人指出Rizz只是他和其朋友之間的共同白話，是「某人很勇敢」的意思，而非「Charisma」的縮寫。

## 走紅
儘管阿法世代也有大量使用，但說Rizz的主要為Z世代。該詞隨後進一步衍生出皆有「魅力四射的人」之意的「Rizzler」或「Rizz God」，以及指「不發一言便能吸引別人」的「Unspoken Rizz」。
該俚語在2021年中期開始因為Twitch實況主凱·塞納特的關係而爆紅，他會在直播上跟觀眾分享如何具有Rizz，並開發出諸如描述某人誘惑或與別人/暗戀對象聊天時能否成功的「W rizz」和「L rizz」。兩年後，塞納特在播客節目《Adam22》上表示自Rizz流行起來之後便不再使用它，並批評TikTok「殘殺了」這單詞。該詞在2023年6月因英國演員汤姆·赫兰德接受BuzzFeed訪問後二度走紅，還催出生許多迷因，他在節目上稱自己的Rizz有限，是靠「放長線釣大魚」的方式才交到同為演員的現女友赞达亚。
Rizz被牛津大學出版社選為2023年年度單字。之所以選擇該詞，箇中原因在於它說明了語言在社群中形成、塑造和共享，然後在社會中被廣泛接受的過程，亦表明年輕世代已經有能力去擁有和打造其獨有語言。而隨著Z世代對社會的影響越來越大，他們的觀點和生活方式差異也會陸續顯示在語言之中。主審之一的卡斯珀·格拉思沃爾（Casper Grathwohl）指出儘管上一年的年度單字「哥布林模式」在COVID-19大流行期間引起許多人的共鳴，但能看到像Rizz那樣截然不同的詞彙脫穎而出仍是一件十分有趣的事。他補充說該俚語部分反映了人們開始對彼此敝開心扉，看看誰更有自信的2023年公眾情緒。其使用率上升也引證網路文化的詞語和短語「正逐漸成為日常用語的一部分」。